# Achter St.-Pieter
De Achter St.-Pieter, ook wel Achter Sint Pieter, is een straat in het centrum van de Nederlandse stad Utrecht, gelegen ten westen van de Sint-Pieter (Pieterskerk).
De straat loopt in het verlengde van het oostelijke uiteinde van het Oudkerkhof, vanaf het kruispunt met de Korte Jansstraat en Domstraat. Van deze kruising tot de kruising met de Voetiusstraat en het Pieterskerkhof maakt de straat een bocht, daarna loopt het min of meer recht naar en over in het Pausdam, een straat naast het Paushuize.
De straat bestond volgens de geschiedenis al omstreeks 1300. Rond 1400 lag hier, met uitzondering van het noordwestelijke deel, de scheiding tussen de immuniteit van Sint-Pieter (Pieterskerk) en die van Oudmunster. Er liep toen ook een sloot. De straat telde vroeger diverse kanunnikenhuizen.

## Rijksmonumenten
De straat telt zestien rijksmonumenten, diverse woningen en een café.

### Nummer 4

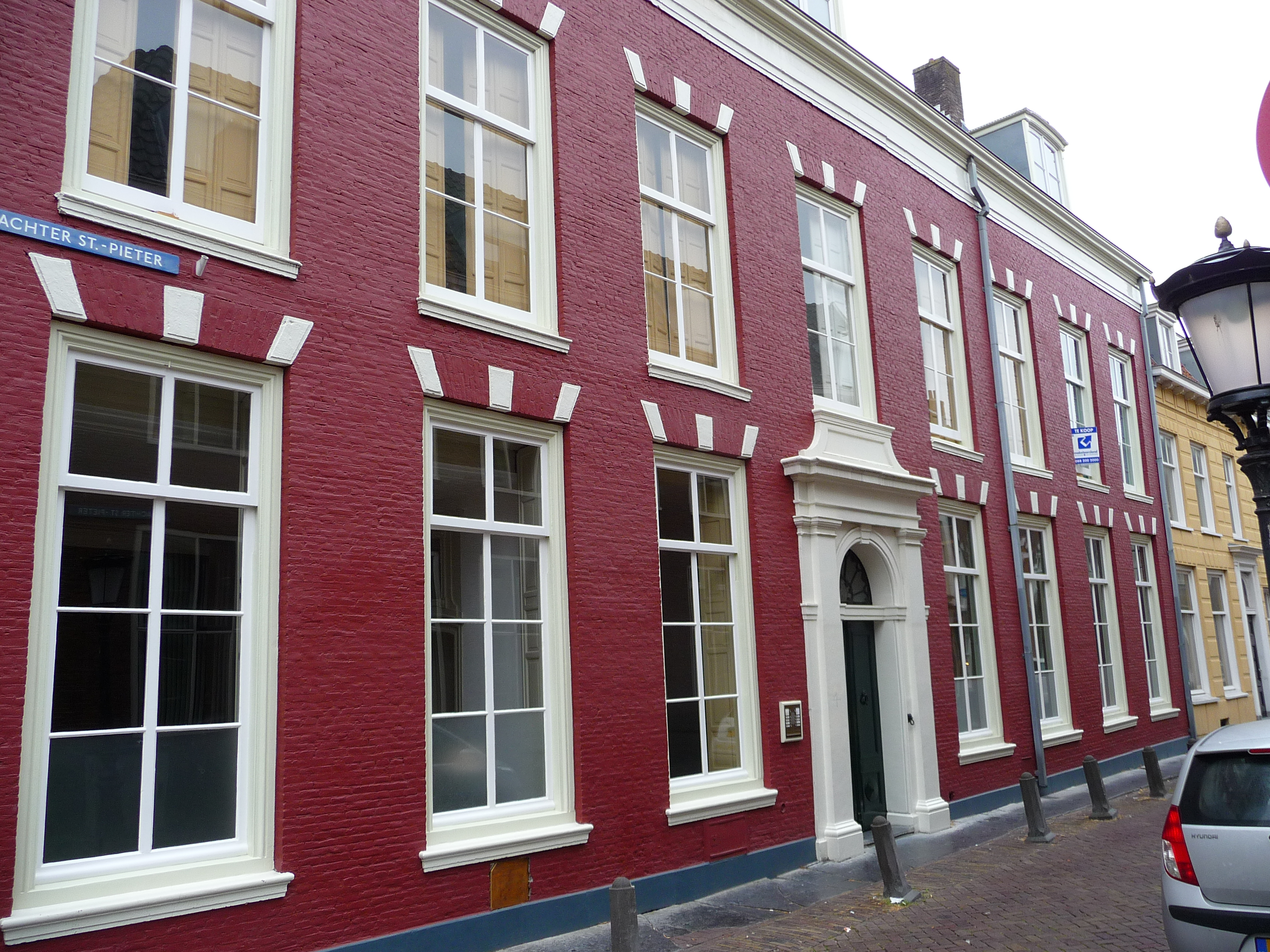
Achter Sint Pieter, nummer 4

Het pand is een voormalige kanunnikenhuis, geregistreerd als rijksmonument onder nummer 35992, is laat-middeleeuws aangelegd.

### Nummer 5

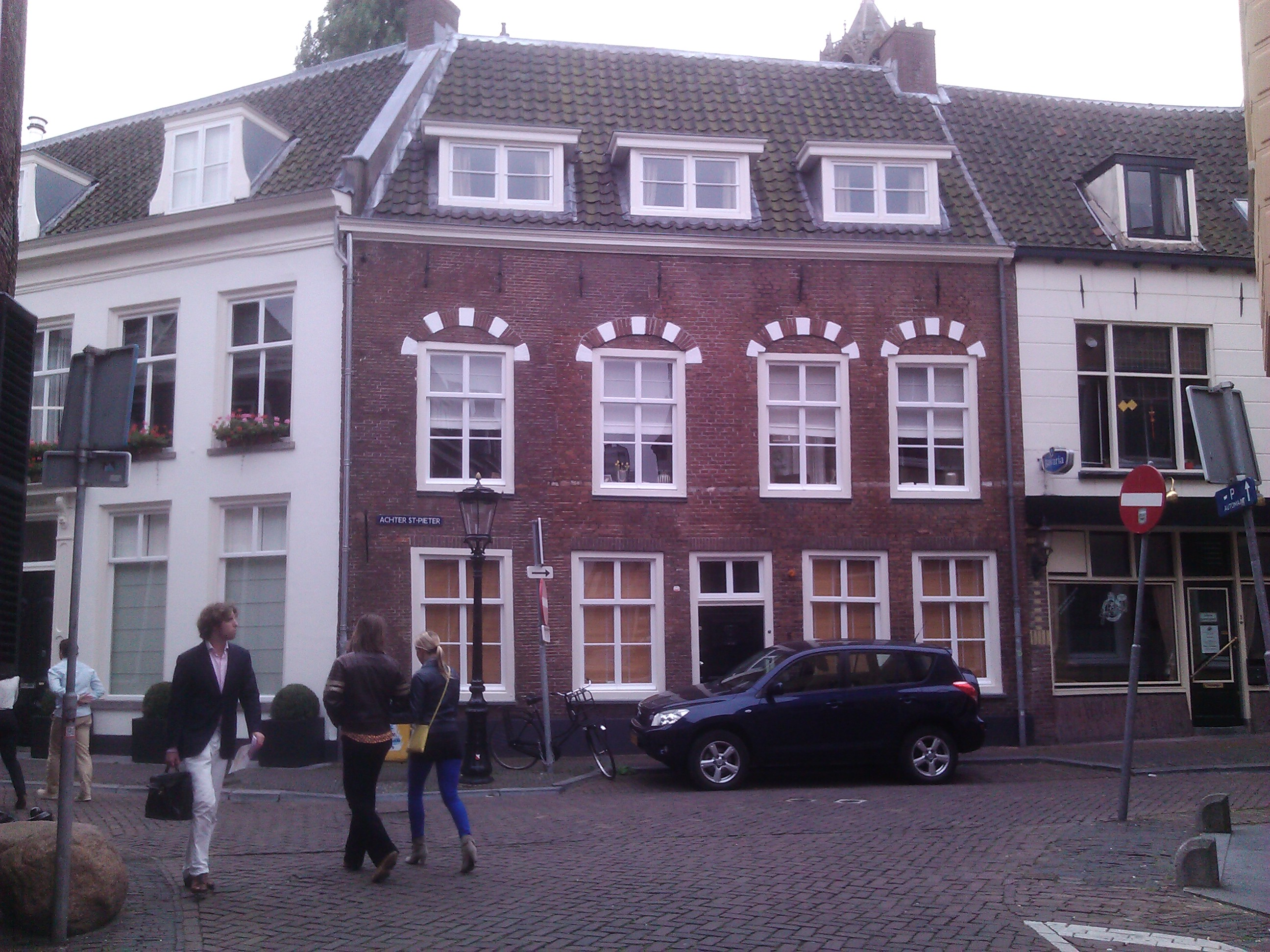
Pand op nummer 5 (Rijksmonument), met rechts Café Joost, in 2012

Gezien vanuit de noord-zuid georiënteerde Keistraat en naast een café op nummer 3, het kleinste café van Utrecht, is het eerste monument te zien. Dit woonhuis uit de 17e eeuw met een rechte kroonlijst en met natuurstenen blokken gemetselde bogen staat als rijksmonument geregistreerd onder nummer 35984.

### Nummer 7

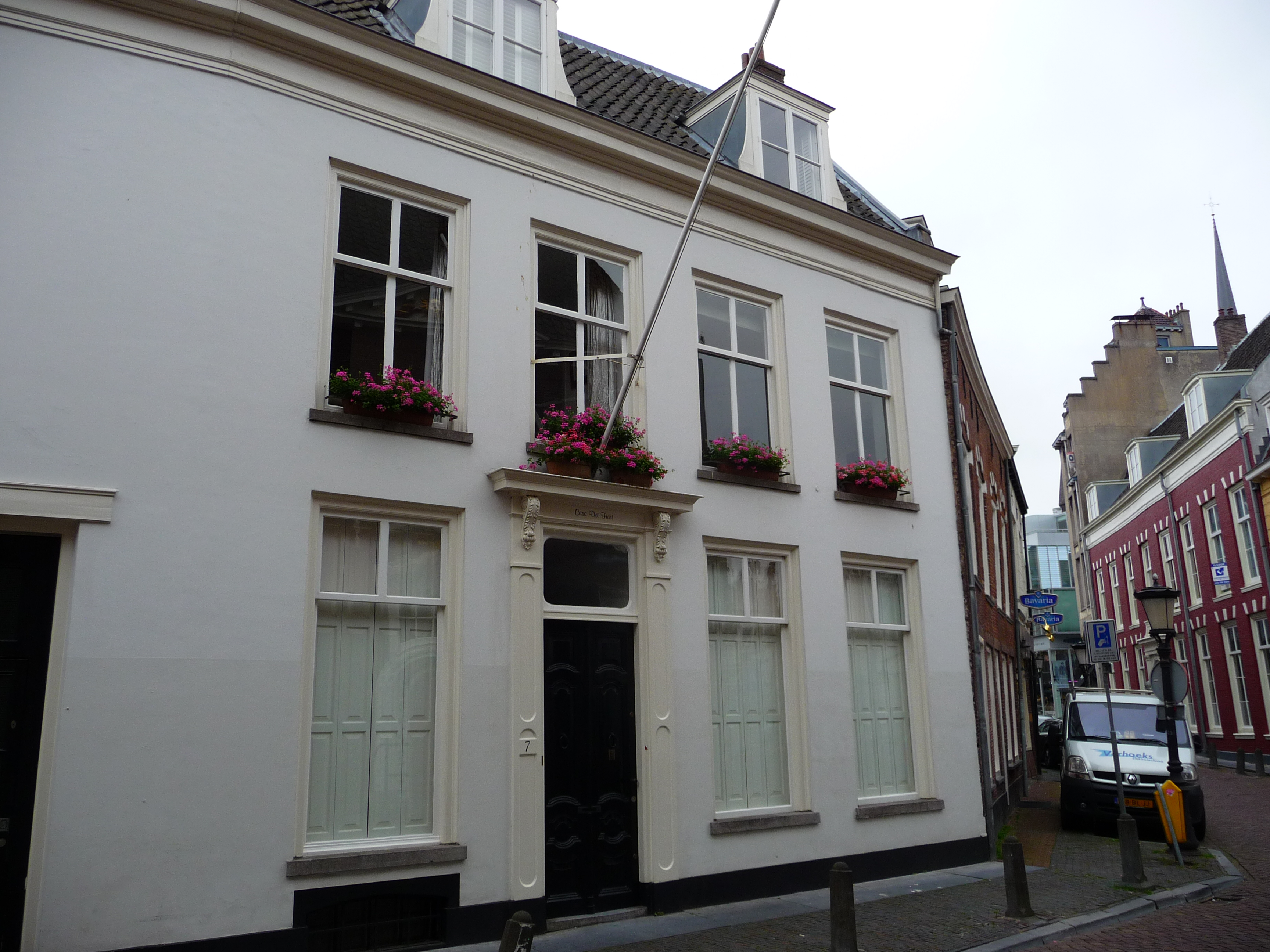
Nummer 7

Herman Saftleven woonde tussen 1639 en 1685 in deze straat op nummer 7.

### Nummer 27

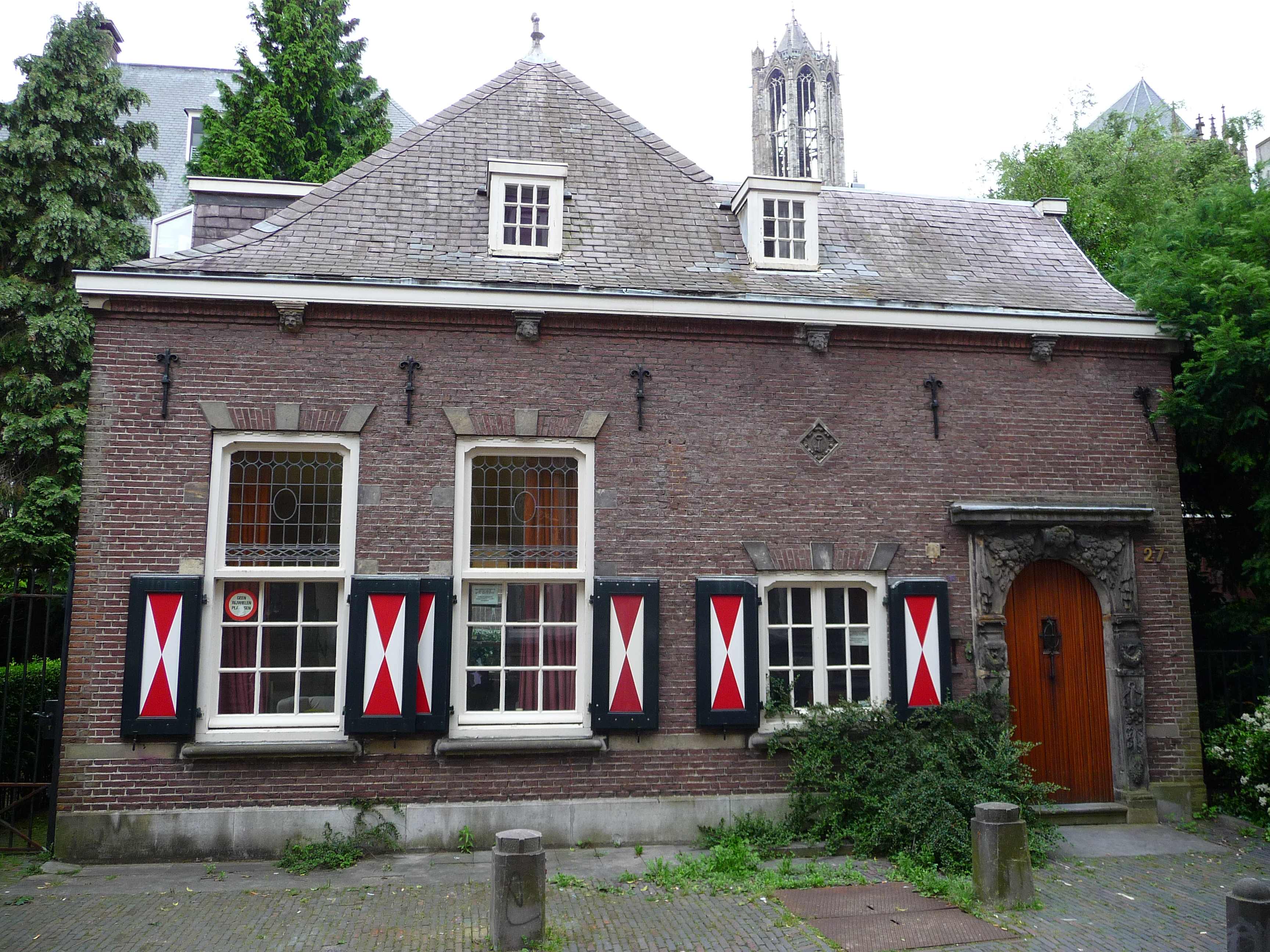
Nummer 27

Het natuurstenen poortje van deze pand is in de 17e eeuw gebeeldhouwd en afkomstig van de Havelozeschool op nummer 14.

### Nummer 50

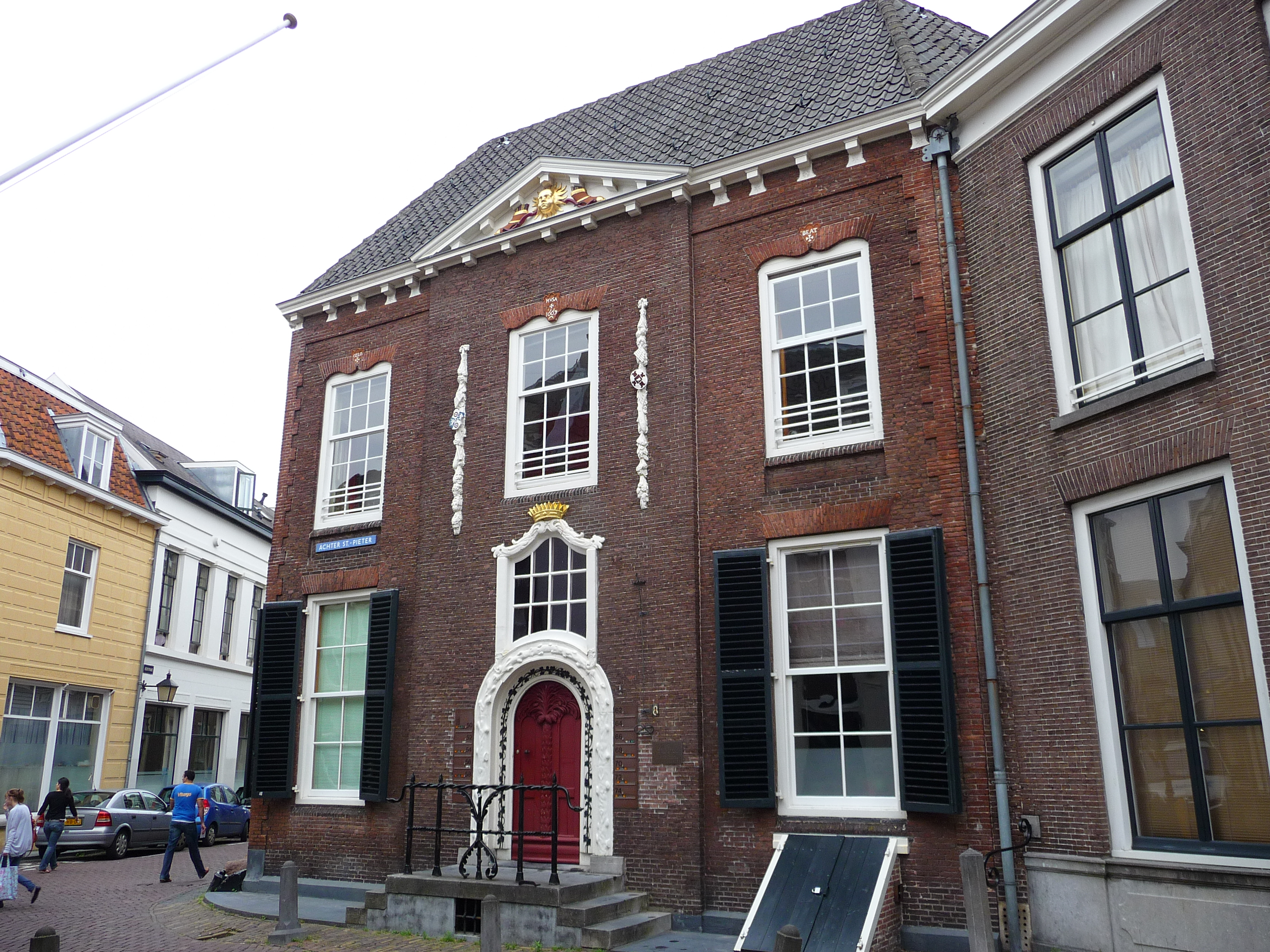
Nummer 50

Een van de merkwaardigste is woonhuis De Krakeling uit 1663. 
3e Buurkerksteeg ·
A.B.C.-straat ·
Abraham Dolesteeg ·
Achter de Dom ·
Achter St.-Pieter ·
Agnietenstraat ·
Ambachtstraat ·
Annastraat ·
Bakkerstraat ·
Breedstraat ·
Boothstraat ·
Boterstraat ·
Brigittenstraat ·
Bijlhouwerstraat ·
Catharijnekade ·
Catharijnesingel ·
Choorstraat ·
Croeselaan ·
Domplein ·
Domstraat ·
Donkere Gaard ·
Donkerstraat ·
Dorstige Hartsteeg ·
Drakenburgstraat ·
Drieharingstraat ·
Drift ·
Eligenstraat ·
Ganzenmarkt ·
Geertekerkhof ·
Hamburgerstraat ·
Hamsteeg ·
Hanengeschrei ·
Hardebollenstraat ·
Haverstraat ·
Hekelsteeg ·
Herenstraat ·
Hoogt ·
Jaarbeursplein ·
Jacobsgasthuissteeg ·
Jacobijnenstraat ·
Jansdam ·
Janskerkhof ·
Jansveld ·
Jodenrijtje ·
Keistraat ·
Keizerstraat ·
Kintgenshaven ·
Kleine Slachtstraat ·
Korte Jansstraat ·
Korte Lauwerstraat ·
Korte Minrebroederstraat ·
Korte Nieuwstraat ·
Korte Smeestraat ·
Kromme Nieuwegracht ·
Lange Elisabethstraat ·
Lange Jansstraat ·
Lange Jufferstraat ·
Lange Lauwerstraat ·
Lange Nieuwstraat ·
Lange Smeestraat ·
Lange Viestraat ·
Lauwersteeg ·
Leidseveer ·
Lichte Gaard ·
Loeff Berchmakerstraat ·
Lucasbolwerk ·
Lijnmarkt ·
Mariahoek ·
Mariaplaats ·
Massegast ·
Minrebroederstraat ·
Moreelsepark ·
Muntstraat ·
Neude ·
Nicolaas Beetsstraat ·
Nieuwegracht ·
Nobeldwarsstraat ·
Nobelstraat ·
Oudegracht ·
Oudkerkhof ·
Paardenveld ·
Pieterskerkhof ·
Pieterstraat ·
Plompetorenbrug ·
Plompetorengracht ·
Potterstraat ·
Predikherenkerkhof ·
Predikherenstraat ·
Ridderschapstraat ·
Servetstraat ·
Slachtstraat ·
St.-Jacobsstraat ·
Springweg ·
Stadhuisbrug ·
Steenweg ·
Sterrenburg ·
Strosteeg ·
Telingstraat ·
Tolsteegbarrière ·
Tolsteegbrug ·
Trans ·
Twijnstraat en Twijnstraat aan de Werf ·
Van Asch van Wijckskade ·
Vinkenburgstraat ·
Vismarkt ·
Voetiusstraat ·
Voorstraat ·
Vredenburg ·
Waterstraat ·
Wed ·
Wittevrouwenstraat ·
Wijde Begijnestraat ·
Zadelstraat ·
Zakkendragerssteeg ·
Zuilenstraat ·
Zwaansteeg